# Lev Tolstoj
Lev Nikolajevitj Tolstoj (ryska: Лев Никола́евич Толсто́й; lyssna (fil)), även ibland skrivet Leo Tolstoj, född 9 september 1828 nära Tula i guvernementet Tula i kejsardömet Ryssland, död 20 november 1910 i Astapovo i guvernementet Rjazan i kejsardömet Ryssland, var en rysk författare och anarkoprimitivist.
Han skrev främst romaner och noveller, men senare i livet skrev han även pjäser och essäer. Hans mest kända verk är Anna Karenina och Krig och fred, varav den senare tog honom sex år att skriva. 
Tolstoj är även känd för sin komplicerade och paradoxala persona och sina avvikande moralistiska och asketiska åsikter, som han utvecklade efter en moralisk kris och andligt uppvaknande på 1870-talet, då han även blev uppmärksammad som moralfilosof och social reformatör.
Han betraktas även som en av portalfigurerna inom anarkismen. Han inspirerades bland annat av Henry David Thoreau. Tolstojs bokstavliga tolkning av Bergspredikan fick honom senare att bli kristen anarkist och anarkopacifist. Hans tankar om icke-våld, som beskrevs i verk som Guds rike finns inom dig, påverkade personer som Mahatma Gandhi och Martin Luther King, Jr.
Lev Tolstoj var en hängiven vegetarian.

## Biografi

### Uppväxt

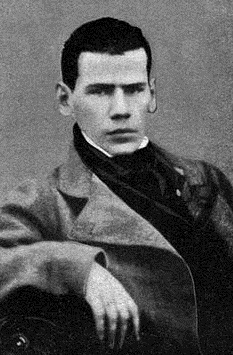
Lev Tolstoj som 20-åring, 1848.

Lev Tolstoj föddes på familjens gods Jasnaja Poljana i guvernementet Tula, 17 mil söder om Moskva. Familjen Tolstoj var välkänd och tillhörde den gamla ryska adeln. Han var det fjärde av fem barn till greve Nikolaj Iljitj Tolstoj (1794–1837), en veteran från fosterländska kriget 1812, och hans maka grevinnan Marija Tolstaja, född Volkonskaja (1790–1830). Hans mor dog när han bara var ett och ett halvt år gammal. Då han var nio år gammal flyttade familjen till Moskva där både hans far och hans farmor gick bort i rask följd. Han och syskonen uppfostrades av släktingar. Vid 16 års ålder, 1844, började han studera juridik och orientaliska språk på Kazanuniversitetet, men han avbröt 1847 studierna och återvände till familjegodset. Därefter tillbringade han mycket tid i Moskva och Sankt Petersburg. Omkring 1851 hade han dragit på sig stora spelskulder och åkte till Kaukasus med sin bror där han anslöt sig till den kejserliga ryska armén. Det var vid denna tid som han började skriva.
Hans förvandling från utsvävande och privilegierad societetsförfattare till den andlige icke-våldsanarkist han blev i senare delen av sitt liv berodde dels på hans arméerfarenheter, dels på två resor runt om i Europa 1857 och 1860–1861. Andra som gick samma väg var Aleksandr Herzen, Michail Bakunin och Peter Kropotkin. Under ett besök i Paris 1857 bevittnade Tolstoj en offentlig avrättning, en traumatisk upplevelse som skulle komma att påverka honom genom hela livet. I ett brev till vännen Vasilij Botkin skrev han: "Sanningen är den att Staten är en konspiration, skapad inte bara för att utnyttja, utan först och främst korrumpera sina medborgare ... Hädanefter ska jag aldrig tjäna något styre någonstans."
Resan till Europa under åren 1860–1861 formade både hans politiska och litterära förvandling, då han mötte Victor Hugo, vars litterära förmåga Tolstoj prisade efter att ha läst Hugos då nyskrivna roman Samhällets olycksbarn. Man kan i Tolstojs Krig och fred se att krigsscenerna influerats av Samhällets olycksbarn. Tolstojs politiska åskådning påverkades av att han i mars 1861 träffade den franske anarkisten Pierre-Joseph Proudhon, som då levde i exil i Bryssel under antaget namn. Tolstoj läste Proudhons La Guerre et la Paix (som betyder "Krig och fred" på franska) och de diskuterade utbildning. Lev Tolstoj upplevde att Proudhon var den enda samtida person som förstod utbildningens och tryckpressens betydelse. 
Tolstoj blev så inspirerad av detta att han vid återkomsten till Jasnaja Poljana grundade 13 skolor för de livegnas barn, baserade på de principer som Tolstoj beskrev i en essä som han skrev om godsets skolor 1862. Tolstojs utbildningsexperiment blev dock kortlivat.

### Familj och privatliv

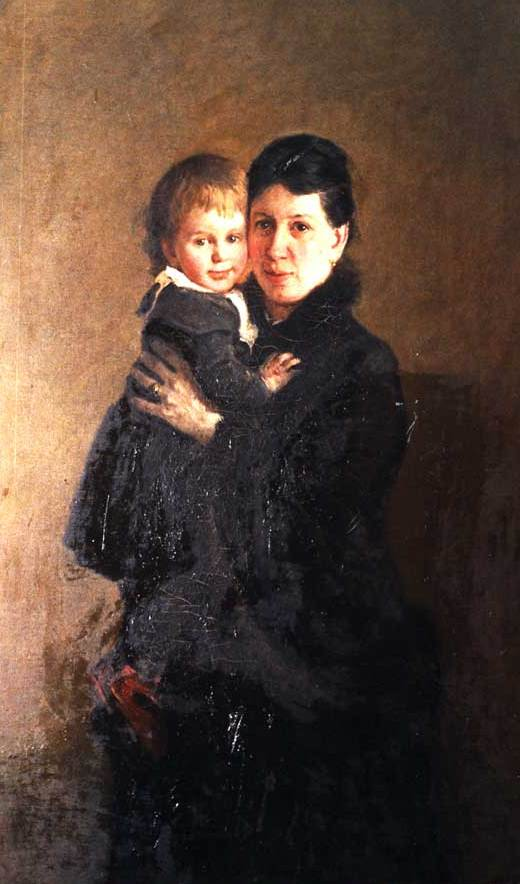
Tolstojs maka Sofia och deras dotter Aleksandra.

Den 23 september gifte sig den då 34-årige Lev Tolstoj med den 18-åriga Sofia Andrejevna Behrs, som var dotter till en hovläkare. De fick 13 barn, varav fem dog som barn. På bröllopsnatten gav han henne sina dagböcker där det fanns detaljer om hans tidigare omfattande sexliv och där stod även att en av de livegna på hans gods hade fött honom en son. Trots detta tycktes deras äktenskap vara lyckligt och Tolstoj skrev Krig och fred och Anna Karenina med Sofia som sekreterare, korrekturläsare och ekonomiansvarig. Den sista delen av deras liv tillsammans har beskrivits av A.N. Wilson som en av de olyckligaste i litteraturhistorien. Tolstojs relation med sin fru försämrades i och med att hans åsikter blev alltmer radikala. Det gjorde att han ville ta avstånd från sin ärvda och intjänade förmögenhet och avstå upphovsrätten till sina tidigare verk.
Hans ättlingar har sedan den ryska revolutionen levt i Sverige, Tyskland, Storbritannien, Frankrike och USA. Sonen, greve Lev Tolstoj (1869–1945), inflyttade till Sverige och var gift med Dorothea (Dora) Westerlund, dotter till Ernst Westerlund i Enköping. De har ättlingar med efternamn Tolstoy, Paus, Ceder och andra namn, bland andra sångerskan Viktoria Tolstoy. Hans ättlingar i Pausfamiljen äger godset Herresta.

### Karriär
Som ung officer deltog han i Krimkriget 1853–1856. Hans dagboksanteckningar från striderna fick bilda underlag för en novellföljetong i tre delar med titeln Från Sevastopols belägring. Novellerna förhärligar inte kriget utan skildrar soldaternas vardag, rädslor och hårda förhållanden och visar att det inte alltid är fosterlandskärlek som ligger bakom de tappra insatserna. Novellerna bildade grunden för författarens snabba berömmelse i hemlandet.
Tolstojs mest omfattande verk Krig och fred skildrar Ryssland under Napoleonkrigen. Den historiska romanen följer en mängd människors och släkters öden och ger också en bild av Rysslands bönder. Det hårda livet vid fronten kontrasteras av sällskapslivet i Sankt Petersburg.
I Anna Karenina skildras mörkt kärleksaffären i överklassmiljö mellan den gifta Anna Karenina och officeren greve Vronskij. Som kontrast skildras också kärleken mellan paret Kitty och Levin, som lyckligt bosätter sig på landet och arbetar och lever i kontakt med naturen.
Trots att Tolstoj var adlig hyste han en stark medkänsla med bönderna hemma på godset Jasnaja Poljana. Han försökte på många sätt förbättra böndernas ställning, bland annat genom att starta en skola för böndernas barn. Han deltog också själv i det krävande arbetet på fälten och gick klädd som en enkel bonde.
År 1891 drabbades centrala Ryssland av hungersnöd. Tolstoj reser då till Rjazan och startar ett nätverk av soppkök på landsbygden genom att samla in stora belopp till de svältande. Prästerskapet säger dock att de svältande inte skall ta emot hjälp eftersom Tolstoj är Antikrist.

### Omvändelsen

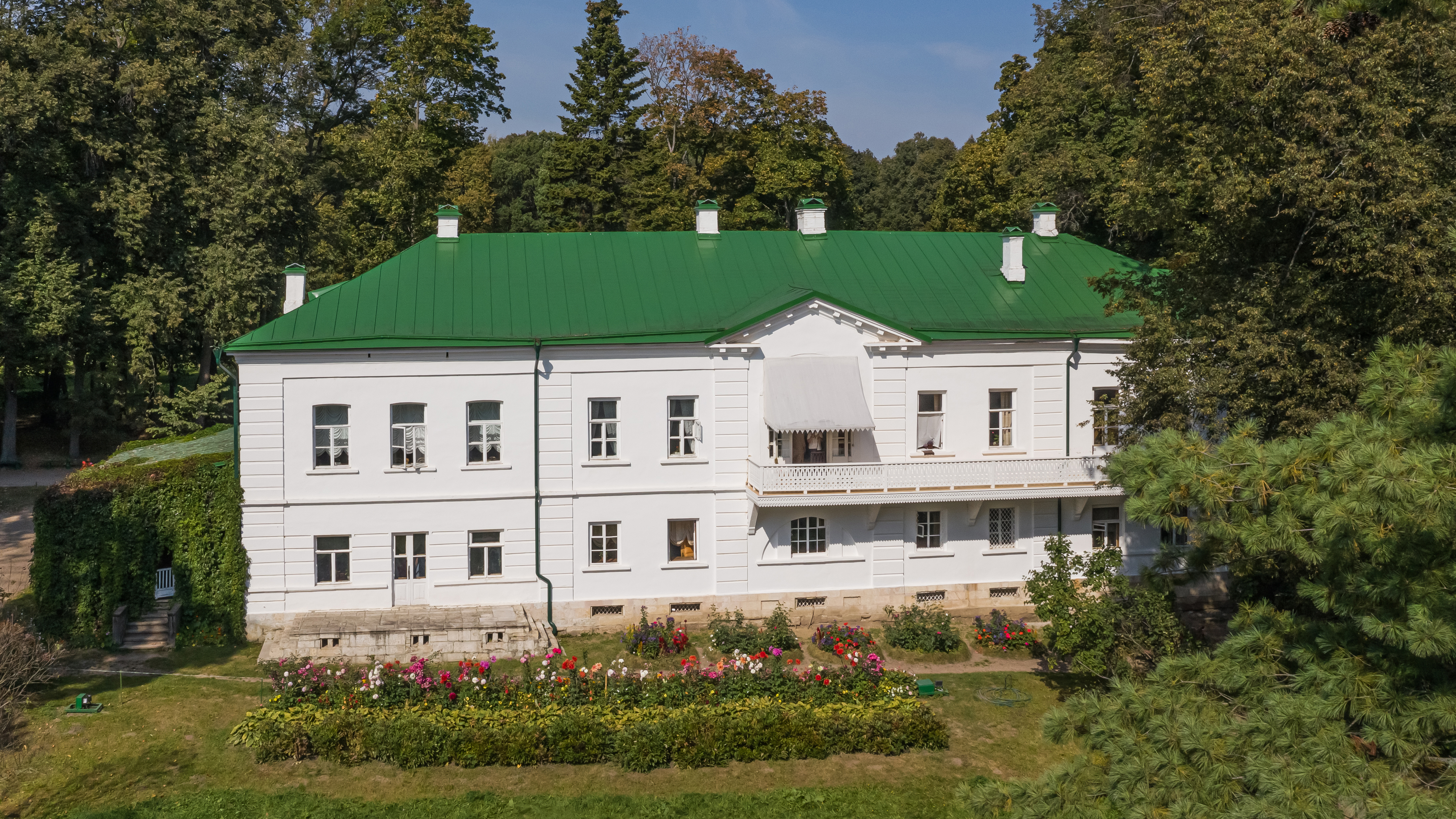
Tolstojs hus på Jasnaja Poljana är numera ett museum.

Efter en livskris när han var i 50-årsåldern kom Tolstoj att påverkas av bergspredikans budskap om egendomslöshet och kärlek. Han kom att tappa intresset för sin familj, och vid slutet av 1880-talet övergick han också från att skriva skönlitterärt till att publicera inlägg i moraliska och sociala frågor. Han tog avstånd från det normala samtida livet, vilket också tog sig uttryck i att han medvetet motarbetade att  få Nobelpriset i litteratur och Nobels fredspris, för vilka han båda var nominerade för. Han uttryckte tacksamhet över att han inte tilldelades något av prisen.
Hans idéer fick följare i flera länder och har benämnts Bergspredikoväckelsen.

### Dödsfallet

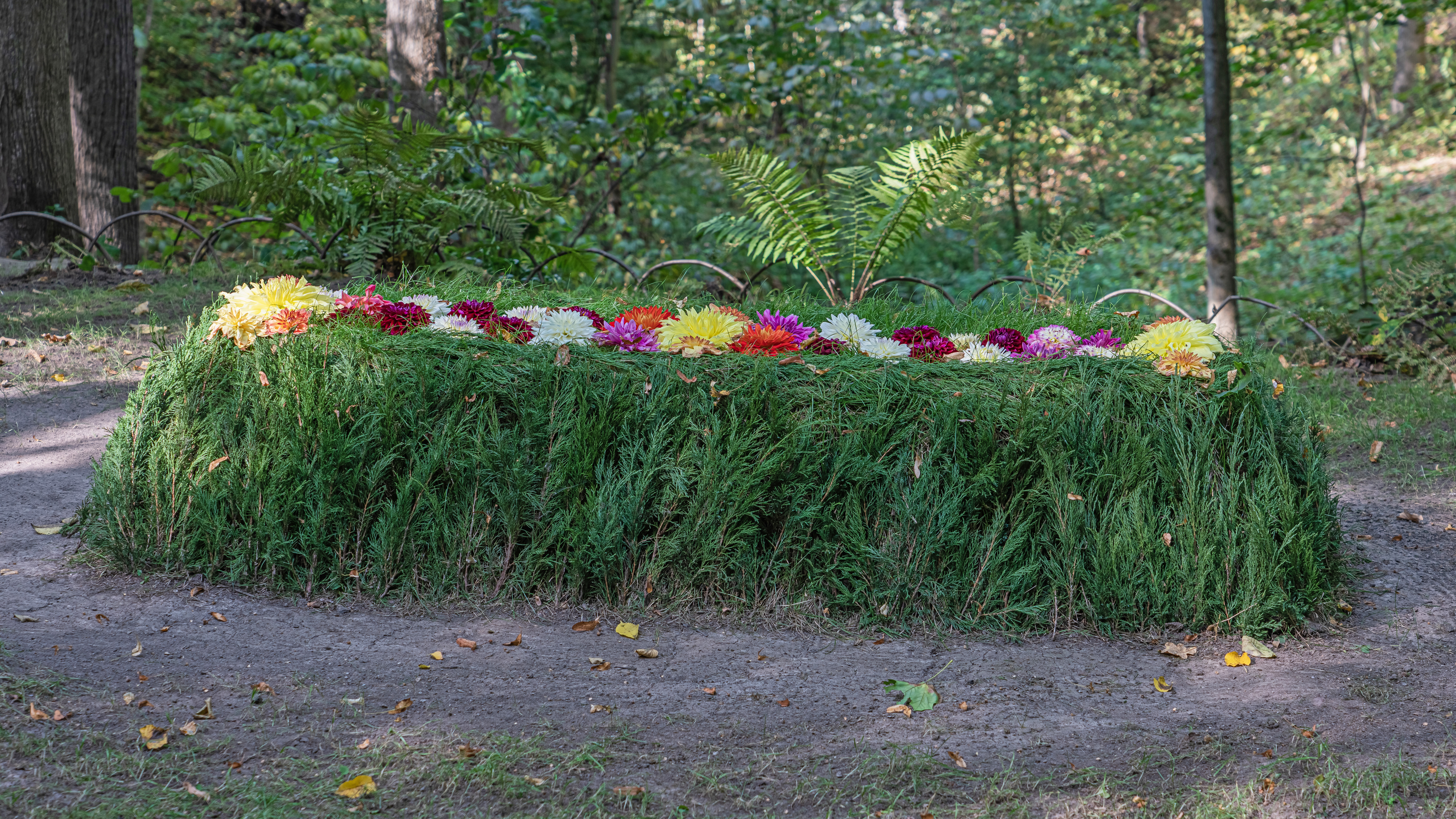
Tolstojs grav på Jasnaja Poljana.

I november 1910 gav sig Tolstoj av från familjen  på Jasnaja Poljana, då han och hustrun kom i konflikt om det testamente Tolstoj avsåg att upprätta angående sina upphovsrättigheter till sina böcker. Tolstoj ville att upphovsrätten till alla hans verk skulle upphöra och därefter tillfalla hela mänskligheten, inte familjen. Endast en dotter, Alexandra, inte hans övriga söner eller döttrar, skulle få rätten till hans litterära verk när hon fyllde 35 år, för att säkerställa att de därigenom skulle bli fritt tillgängliga för alla. Genom detta skulle hustrun bli arvlös. Så blev också fallet efter hans död. Hustrun bestred testamentet i domstol utan framgång. Han blev dock sjuk under tågresan söderut och sällskapet tvingades stanna på järnvägsstationen i Astapovo, där Tolstoj senare avled  i lunginflammation den 7 november, 82 år gammal. Då Tolstoj var utesluten ur kyrkan genom Den Heliga Synoden satte den stopp för en kyrklig begravning. Tolstoj blir därför begravd utan kyrkliga ceremonier eller ens ett kors under en jordhög utan gravsten. Redan den 24 februari 1901 hade den rysk-ortodoxa kyrkans officiella tidning publicerat ett edikt som bannlyste författaren Lev Tolstoj, varvid han var att betrakta som persona non grata. Inrikesministeriet förbjöd all vidare debatt om heliga synodens edikt. Orten Astapovo bytte senare namn till Lev Tolstoj.
Dödsfallet utlöste en våg av studentdemonstrationer i både St:Petersburg och Moskva under parollen ”Ner med dödsstraffet”. Utbildningsministern förbjöd alla studentsammankomster och upphävde universitetens självstyre. Moskvauniversitetets rektor avgick därefter tillsammans med dussintals andra professorer. Studentoroligheterna tilltog och tusentals studenter blir relegerade. Till och med industriägare i Moskva gick i början av 1911 ut med det sk ”Brev 66”, industrins första protestaktion utanför deras eget direktorat. De uttryckte därvid sitt stöd för de professorer som blivit avskedade efter studentkravallerna till minne av Tolstoj.
Tusentals kantade gatorna vid hans begravningsprocession, trots att polisen försökt begränsa möjligheterna att ta sig dit. En del av folket som kantade gatorna kände dock inte till något mer om Tolstoj än att han var någon "adelsman som avlidit".

## Författarskap
Tolstoj är en av giganterna i den ryska litteraturen. Bland hans främsta verk finns romaner som Krig och fred (1865–1869) och Anna Karenina (1875–1877) och kortromaner som Hadji-Murat (postumt 1912) och Ivan Iljitjs död (1886). Hans samtida hyllade honom. Fjodor Dostojevskij ansåg att han var den främste bland de då levande författarna. Gustave Flaubert utbrast när han läst en översatt version av Krig och fred: "Vilken konstnär och vilken psykolog!" Anton Tjechov, som ofta besökte Tolstoj på hans gods på landet, skrev: "När litteraturen besätter en Tolstoj är det lätt och behagligt att vara författare; även när du vet med dig att du själv inte åstadkommit något och fortsätter att inte åstadkomma något, så är det inte så hemskt som det annars kan vara eftersom Tolstoj åstadkommer åt alla. Vad han gör tjänar till att rättfärdiga allt hopp och all strävan inom litteraturen."
Även senare kritiker och författare uppskattade Tolstojs verk. Virginia Woolf ansåg honom vara den främste bland författare. James Joyce skrev att "han är aldrig trist, aldrig dum, aldrig tröttsam, aldrig pedantisk och aldrig teatralisk!". Han hyllades även av författare som Mann, Proust, Faulkner och Nabokov. Den senare berömde Ivan Iljitjs död och Anna Karenina men ifrågasatte Krig och fred och kritiserade skarpt Kreutzersonaten (1889) och Uppståndelse (1898). Censurmyndigheterna i Ryssland genom kyrkoministern Pobedonostev förbjöd utgivningen av Kreutzersonaten, men Alexander III satte sig personligen över beslutet, varefter boken kunde ges ut. 
Tolstojs tidigaste verk, de självbiografiska romanerna Barndomen (1852), Pojkåren (1854) och Ungdomen (1856), handlar om en rik jordägares son och hans långsamma upptäckt av klyftan mellan honom själv och allmogen. Även om han själv ansåg att de var sentimentala skildrar de en stor del av hans liv och hur det är att växa upp. 
Han tjänstgjorde på ett artilleriregemente under Krimkriget, något han skrev om i novellsamlingen Från Sevastopols belägring (1855–56). Hans erfarenheter från kriget ledde dels till hans senare pacifistiska livsåskådning, dels gav de honom möjligheten att realistiskt beskriva krigets fasor i sina senare verk.
Hans verk beskriver på ett realistiskt sätt det ryska samhälle han levde i. Kosackerna (1863) beskriver kosackerna genom en berättelse om en rysk aristokrat som är förälskad i en kosackflicka. Anna Kareninas parallellhistorier beskriver dels en otrogen kvinna fångad av samhällets konventioner och lögner, dels en filosofisk jordägare som (likt Tolstoj) arbetar sida vid sida med bönderna på fälten och försöker förändra deras liv. Tolstoj skrev inte bara utifrån sina erfarenheter, han skapade även rollfigurer som var avbilder av honom själv, som Pierre Bezuchov och Prins Andrej i Krig och fred, Levin i Anna Karenina och till viss del Prins Nechljudov i Uppståndelse.
Krig och fred betraktas allmänt som en av de främsta romaner som någonsin skrivits, anmärkningsvärd för sin dramatiska bredd och enhet. Den innehåller 580 rollfigurer, varav många är historiska personer, medan andra är påhittade. Berättelsen förflyttar sig från familjelivet till Napoleons högkvarter, till Alexander I av Rysslands hov och till slagfälten vid Austerlitz och Borodino. Tolstojs ursprungsidé med romanen var att undersöka orsakerna till dekabristupproret, vilket endast omnämns i de sista kapitlen, där man kan utläsa att Andrej Bolkonskijs son kommer att bli en av dekabristerna. I Krig och fred, som Tolstoj själv inte ansåg vara en roman, framgår hans syn på historia och särskilt individers, som Napoleon och Alexander, obetydlighet. Han ansåg inte heller många stora samtida skönlitterära verk vara romaner. Han hörde till den realistiska skolan, där romanen utgjorde ett ramverk i vilket man undersökte 1800-talets sociala och politiska frågor. Krig och fred (vilken enligt Tolstoj var ett prosa-epos) kvalificerade sig därmed inte som roman. Tolstoj betraktade Anna Karenina som sin första riktiga roman.
Efter Anna Karenina fokuserade Tolstoj på kristna teman, och i hans senare romaner, som Ivan Iljitjs död och Hvad är att göra? (1886), utvecklar han en radikal anarko-pacifistisk kristen filosofi, som ledde till att han  exkommunicerades från den rysk-ortodoxa kyrkan den 24 februari 1901 genom ett edikt från Den Heliga Synoden. Därefter publicerar tidningar över hela landet nyheten. Det är den första bannlysningen på över hundra år. Tolstoj har då i många år levt ovanför lagen. Hans religiösa grubblerier har gjort honom till en underjordisk författare. Hans idéer och anhängare tolstojaner ses av kyrkan som en farlig sekt. Prästerskapet med kyrkoministern Pobedonostev omtalar honom som antikrist. Hans böcker har förbjudits och folk har blivit fängslade och förvisade för att ha tryckt och distribuerat dem.Trots allt beröm han hade fått för Anna Karenina och Krig och fred såg han senare i livet dessa böcker som icke sanningsenliga. I Ivan Iljitjs död kräver huvudpersonen ärlighet framför mat och vatten från sin familj och tjänare. 

### Tolstoj om Shakespeare
Tolstoj ansåg att William Shakespeare var en dålig dramatiker och ingen sann konstnär. Tolstoj beskrev sin uppfattning i en kritisk essä om Shakespeare 1903. Han blev förvånad när han läste Shakespeare för första gången, eftersom han väntat sig en mäktig estetisk upplevelse, men efter att ha läst Kung Lear, Romeo och Julia, Hamlet och Macbeth kände han avsmak, olust och förvirring. När han var 75 läste han om alla Shakespeares verk för att se om han fortfarande kände på samma sätt, vilket han gjorde. Han kände inte längre förvirring, men ansåg att det var stor ondska och osanning som gjort att Shakespeare fått sin upphöjda genistatus. Tolstoj var medveten om att hans slutsatser motsatte sig den allmänna uppfattningen och gjorde en detaljerad analys av Kung Lear, vilket fick George Orwell att skriva Lear, Tolstoy and the Fool.

## Religiös och politisk uppfattning

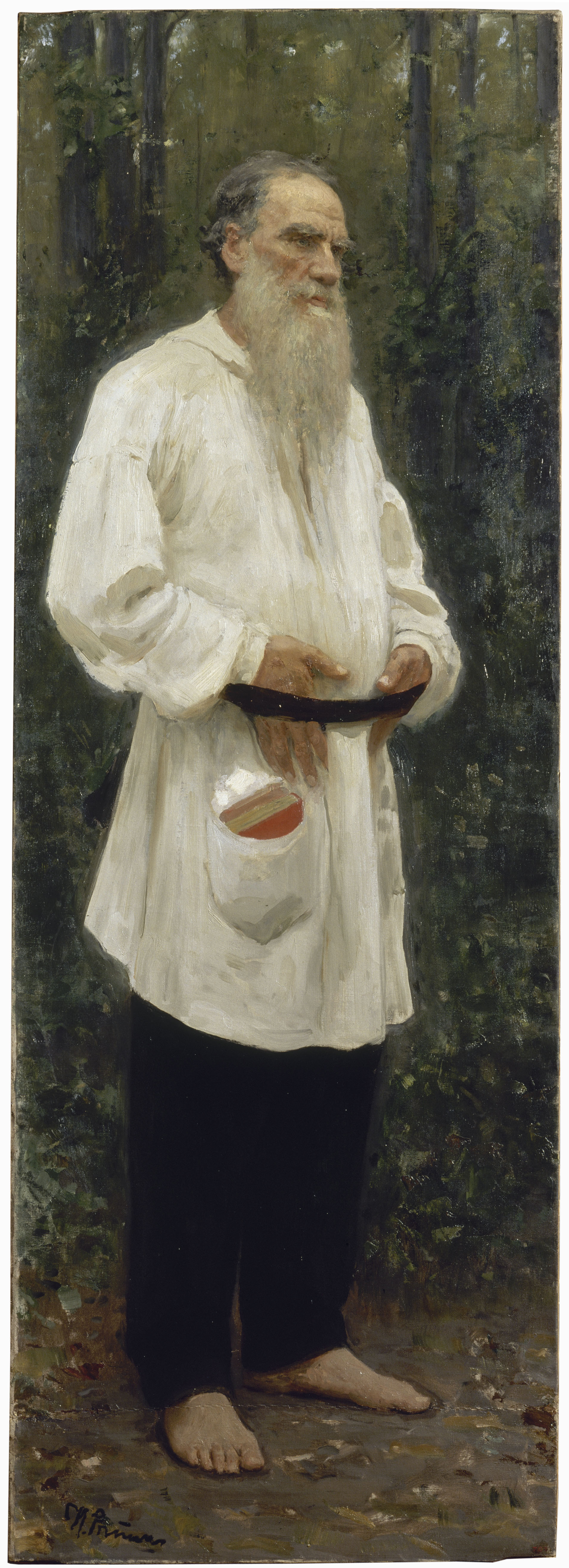
Tolstoj klädd som en bonde, porträtterad av Ilja Repin (1901)

Efter att ha läst Schopenhauers Världen som vilja och föreställning blev Tolstoj successivt mer och mer omvänd till den asketiska moral som framhålls i det verket som den lämpliga andliga vägen för de övre klasserna. I kapitel fem i En bekännelse citerar Tolstoj den sista meningen i Schopenhauers bok. Tolstoj slogs av beskrivningen av kristen, buddhistisk och hinduistisk asketism som en väg till helighet. Schopenhauer citerade Matteusevangeliets det är lättare för en kamel att komma igenom ett nålsöga än för en rik att komma in i Guds rike, beskrev hur Franciskus av Assisi på en bal skulle ha uppmanats välja mellan adelsmännens döttrar, men hellre valde att bli tiggarmunk. Buddha, som också kom från de högre klasserna, gick samma väg. 

## På film
Regissören Michael Hoffman gjorde 2009 filmen The Last Station, baserad på en roman av Jay Parini. Den handlar om Tolstojs sista tid i livet med Christopher Plummer som Tolstoj och Helen Mirren som hans maka. Båda blev oscarnominerade för sina prestationer. Departure of a Grand Old Man gjordes 1912, bara två år efter hans död. How Fine, How Fresh the Roses Were gjordes 1913  och Leo Tolstoy av Sergei Gerasimov gjordes 1984.
En känd, men förlorad, film gjordes om Tolstoj ett decennium innan han avled. Den amerikanska reseskribenten Burton Holmes besökte Jasnaja Poljana med Albert J. Beveridge, som var amerikansk senator och historiker. Holmes filmade deras samtal, men Beveridges rådgivare såg till att filmen förstördes, eftersom de menade att dokumentärt bevis till att Beveridge träffat den ryska författaren kanske skulle kunna förstöra hans chans att bli amerikansk president.

## Eftermäle
- Tolstojmedaljen är ett litteraturpris uppkallat efter Tolstoj, där en känd pristagare är Astrid Lindgren.[46]

- Asteroiden 2810 Lev Tolstoj är uppkallad efter Tolstoj.[47]

- Nedslagskratern Tolstoj på planeten Merkurius är uppkallad efter Tolstoj.[48]

### Romaner och noveller
- 1852 – Barndomen (Detstvo)
  - Översättning Ellen Rydelius (Bonnier, 1927)
  - Översättning Helga Backhoff Malmquist (Bokfrämjandet, 1970)
- 1854 – Pojkåren
- 1856 – Ungdomen
- 1856 – Snöstormen
- 1856 – Från Sevastopols belägring (Sevastopol'skie rasskazy) (tre böcker, 1855-1856)
  - Skildringar från Sebastopols belägring Anonym översättning (F. & G. Beijer, 1886)
- 1857 – Luzerne
- 1859 – Ett äktenskap (Semejnoje stjastje)
  - Översättning Göte Bjurman (Holmquist, 1912)
- 1863 – Kosackerna (Kazaki)
  - Översättning Oscar Heinrich Dumrath (Bille, 1886)
  - Översättning Göte Bjurman (Holmquist, 1911)
  - Översättning Ellen Weer (Bonnier, 1927)
  - Översättning Gunnar Skans. (Världslitteraturen, 1928)
  - Anonym översättning (Norden, 1934)
  - Översättning Annika Solberger (Niloe, 1985)
- 1863 – Polikusjka (Polikuška)
  - Översättning Ellen Rydelius (Tiden, 1952)
- 1869 – Krig och fred (Vojna i mir) (fyra böcker, 1865-1869)
  - Översättning Walborg Hedberg (Bonnier, 1886)
  - Översättning Petrus Hedberg (Silén, 1896)
  - Anonym översättning (Örebro, 1905-1906)
  - Översättning Hjalmar Dahl (Bonnier, 1926)
  - Översättning Blenda Svensson (Världslitteraturen, 1929)
  - Översättning Hjalmar Dahl, reviderad av Britte-Marie Bergström (Bonnier, 1956)
- 1877 – Anna Karenina (Anna Karenina) (1873-1877)
  - Översättning Valborg Hedberg (Bonnier, 1885)
  - Översättning Sigurd Agrell (Bonnier, 1925)
  - Översättning Oscar Nachman (Saxon & Lindström, 1928)
  - Översättning Blenda Svensson (Världslitteraturen, 1928-1929)
  - Anonym översättning (Norden, 1933)
  - Översättning Sigurd Agrell, reviderad av Gunilla Nordlund (Forum, 1958)
  - Översättning Blenda Svensson och Annika Solberger (Niloe, 1981)
  - Översättning Ulla Roseen (Norstedt, 2007)
- 1885 – Historien om en häst
- 1886 – Ivan Iljitjs död (Smert' Ivana Il'iča)
  - Översättning Gunnar Skans. Ingår i Kreutzersonaten (Världslitteraturen, 1928)
  - Översättning Ellen Weer. Ingår i Ivan Iljitj' död (Bonnier, 1929)
  - Översättning Bengt Jangfeldt (Forum, 1974)
- 1890 – Kreutzersonaten (Krejcerova sonata)
  - Översättning Valborg Hedberg (Bonnier, 1890)
  - Översättning Oscar Nachman (Holmquist, 1914)
  - Anonym översättning från tyska (B. Wahlström, 1919)
  - Översättning Gunnar Skans (Världslitteraturen, 1928)
  - Anonym översättning (Norden, 1934)
  - Översättning Lars Erik Blomqvist (Atlantis, 1978)
- 1899 – Uppståndelse (Voskresenie)
  - Översättning Rafael Lindqvist (Edlund, 1899-1900)
  - Översättning Valborg Hedberg (Bonnier, 1899-1900)
  - Översättning från tyska Göte Bjurman (Nordiska förlaget, 1913)
  - Översättning Maurits Persson (Baltiska förlaget, 1927)
  - Anonym översättning (Saxon & Lindström, 1935)
- 1903 – Efter balen
  - Översättning Staffan Dahl (Tidens förlag, 1958)
  - Översättning Alan Asaid (Novellix, 2017)
- 1912 – Hadji-Murat (Chadži-Murat)
  - "Hadsji-Murat" Översättning Valborg Hedberg. Ingår i Hadsji-Murat och andra berättelser och utkast (Bonnier, 1912)
  - "Hadsji Murat" Översättning Bengt Kyhle. Ingår i Hadsji Murat och andra berättelser (Bokfrämjandet, 1971). Även i Hadsji Murat, hjälten från Kaukasus (Tiden, 1947)
  - Översättning Barbara Lönnqvist (Lind & Co, 2006)

### Pjäser
- 1886 – Mörkrets makt
- 1900 – Det levande liket

### Facklitteratur
- 1882 – En bekännelse (1879-1882)
- 1887 – Om livet (1887), enligt sonen Lev Lvovitj var detta författarens hustrus favorit
- 1894 – Guds rike finns inom dig, bannlyst i Ryssland, utgiven på ryska i Berlin, dansk översättning samma år
- 1898 – Hvad är konsten? (1897-1898)